# Rationalisierungs- und Innovationszentrum der Deutschen Wirtschaft

Logo

RKW Rationalisierungs- und Innovationszentrum der Deutschen Wirtschaft e. V. (ursprünglicher Name Reichskuratorium für Wirtschaftlichkeit in Industrie und Handwerk) ist ein bundesweites Netzwerk, das sich seit 1921 für den Erfolg kleiner und mittlerer Unternehmen engagiert. Es hat das Ziel, die Leistungs- und Innovationsfähigkeit der mittelständischen Wirtschaft und damit den Wirtschafts- und Beschäftigungsstandort Deutschland zu stärken. Dazu unterstützt es insbesondere kleine und mittlere Unternehmen mit anwendungsorientierter Forschung, praxisnahen Lösungen und Hilfe zur Selbsthilfe, bietet betriebswirtschaftliche Beratung sowie Berufliche Weiterbildung der Mitarbeiter.
Das RKW arbeitet an bundesweit 18 Standorten mit rund 200 Mitarbeitenden, hat über 2.000 Mitgliedsunternehmen und jährlich über 5.000 Unternehmenskontakte. Sitz des Vereins ist Eschborn bei Frankfurt am Main. Vorsitzender des Vereins ist Ingo Reifgerste.

## Träger
Der Verein wird von der Wirtschaft, der öffentlichen Hand und den Sozialpartnern getragen.

## Geschichte
Das RKW wurde in der Weimarer Republik am 10. Juni 1921 als Reichskuratorium für Wirtschaftlichkeit in Industrie und Handwerk gegründet. 
Initiatoren waren das Reichswirtschaftsministerium (mit Heinrich Ruelberg), der VDI (mit Waldemar Hellmich und Adolf Schilling) und Carl Friedrich von Siemens. Ziel war es, die deutsche Industrie nach dem verlorenen Krieg rasch wieder leistungsfähig zu machen und den Vorsprung der USA einzuholen. Das RKW sollte die Rationalisierungsanstrengungen bündeln und einem größeren Kreis von Unternehmen bekannt machen. Dazu war es als Dachorganisation für eine Reihe von Körperschaften und Ausschüssen, beispielsweise dem Reichsausschuss für Lieferbedingungen und Gütesicherung (RAL) oder dem Reichsausschuss für Betriebswirtschaft (RfB), organisiert.
Mit dem Nationalsozialismus veränderten sich Struktur und Aufgaben des Vereins: von einer Selbstverwaltungsorganisation mit Vereinsstruktur zu einer direkt an das Reichswirtschaftsministerium angebundenen Organisation, die sich der nationalsozialistischen Wirtschaftspolitik zu fügen hatte. So war das Reichskuratorium für Wirtschaftlichkeit 1938 verantwortlich für die Rationalisierung der österreichischen Wirtschaft sowie für die Liquidierung jüdischer Betriebe. Das RKW lieferte Dutzende von Gutachten und Vorschlägen an das NS-Regime, so 1941 ein Gutachten zur „Wirtschaftsbilanz des jüdischen Wohnbezirks in Warschau“, womit das wenige Monate zuvor abgeriegelte Warschauer Ghetto gemeint war. Die Gutachter kamen zum Ergebnis, dass das Ghetto weder durch eigene Produktion, noch durch Zwangsarbeit außerhalb des Ghettos seine Kosten erwirtschaften könne. Als Lösung wurde offen diskutiert: „Man lässt eine Unterversorgung eintreten ohne Rücksicht auf die sich ergebenden Folgen.“
In Nachfolge des Reichskuratorium für Wirtschaftlichkeit wurde 1950 das Rationalisierungs-Kuratorium der Deutschen Wirtschaft e. V. (RKW) gegründet. Die Kontinuität bestand nicht nur in der Abkürzung RKW, sondern auch personell und im Verständnis Dritter: Der damalige Bundeswirtschaftsminister Karl Schiller formulierte 1970: „Das RKW hat sich bei seiner Gründung vor 50 Jahren der volkswirtschaftlich bedeutsamen Aufgabe verschrieben, neuen Rationalisierungserkenntnissen zum Durchbruch zu verhelfen.“
Das RKW übernahm im Rahmen der Umsetzung des Marshallplans in Deutschland die Aufgabe einer sog. Produktivitätszentrale. Ziel war es, die Möglichkeiten zur Produktivitätssteigerung in der Wirtschaft bekannt zu machen: durch Veröffentlichungen, Veranstaltungen und Studienreisen, insbesondere in die USA.
1963 rückte die Humanisierung der Arbeit verstärkt in den Blickwinkel. Die Arbeits- und Sozialwirtschaft bekam das größte Gewicht innerhalb des RKW-Spektrums. Konkret ging es um die Folgen des technologischen Wandels für die Qualifizierung und die Arbeitswelt. Das RKW veröffentlichte einige Studien, die in den 70er Jahren zum Bundesprogramm „Humanisierung der Arbeit“ führten. Die Themen haben seit dem an Aktualität nichts eingebüßt und werden vom RKW weiter bearbeitet, heute unter dem Stichwort Digitalisierung.
Im Jahr 2000 wurde der Verein in den heutigen Namen umbenannt.

## Struktur
Der Verein hat sich der föderalen Struktur der Bundesländer angepasst und ist dezentral organisiert mit selbstständigen Landesvereinen. Überregional ist es mit dem gemeinnützigen RKW Rationalisierungs- und Innovationszentrum der Deutschen Wirtschaft e. V. in Eschborn/Hessen vertreten.

## RKW Kompetenzzentrum
Das RKW Kompetenzzentrum mit Sitz in Eschborn ist ein gemeinnütziger und neutraler Impuls- und Ratgeber für den deutschen Mittelstand mit Informationsangeboten zur Weiterentwicklung etablierter Unternehmen sowie zur Neugründung und Aufbau von Unternehmen. Ziel ist es, kleine und mittlere Unternehmen für Zukunftsthemen zu sensibilisieren und sie dabei zu unterstützen, ihre Wettbewerbsfähigkeit und Innovationskraft zu steigern, Strukturen und Geschäftsfelder anzupassen und Beschäftigung zu sichern. Zu den Schwerpunkten Gründung, Fachkräftesicherung und Innovation bietet das RKW Kompetenzzentrum branchenübergreifende Informationen und Handlungsempfehlungen für betriebliche Herausforderungen.
Das RKW Kompetenzzentrum wird vom Bundesministerium für Wirtschaft und Klimaschutz (BMWK) aufgrund eines Beschlusses des Deutschen Bundestages gefördert.

## RKW Landesorganisationen
Die RKW Landesorganisationen unterstützen Unternehmen vor Ort mit qualitätsgesicherter Beratung, Begleitung, Schulungen, Coaching und Erfahrungsaustauschkreisen.
Sie sind ebenfalls sozialpartnerschaftlich getragen und als gemeinnützige Vereine organisiert, die wirtschaftliche Tochterunternehmen haben. Die Landesorganisationen sind für das RKW-Netzwerk unverzichtbar, weil sie in den jeweiligen Ländern den direkten Kontakt zu den Unternehmen pflegen.
Die jeweiligen Landesvereine sind:
- RKW Nord e. V. (für Bremen, Hamburg, Mecklenburg-Vorpommern, Niedersachsen, Schleswig-Holstein)
- RKW Sachsen-Anhalt e. V.
- RKW Berlin-Brandenburg e. V. (für Berlin, Brandenburg)
- RKW Sachsen e. V.
- RKW Nordrhein-Westfalen e. V.
- RKW Thüringen e. V.
- RKW Hessen e. V.
- RKW Rheinland-Pfalz e. V.
- Zentrale für Produktivität und Technologie Saar e. V. (ZPT)
- RKW Baden-Württemberg e. V.
- RKW Bayern e. V.